# Magnus Bak Klaris
Magnus Bak Klaris, né le 23 janvier 1996 à Copenhague, est un coureur cycliste danois. Il évolue au sein de l'équipe Restaurant Suri-Carl Ras.

## Biographie
Magnus Bak Klaris naît le 23 janvier 1996 à Copenhague au Danemark.
Membre du CEC Amager en 2014, il remporte Paris-Roubaix juniors, le classement général de la Course de la Paix juniors, Gand-Menin, la 4e étape du Grand Prix Rüebliland, et termine 5e du championnat du monde sur route juniors. Il entre dans l'équipe SEG Racing en 2015.

## Palmarès et résultats

### Palmarès par année
- 2013[1]
  - 2e du championnat du Danemark du contre-la-montre juniors
- 2014
  - Paris-Roubaix juniors
  - Classement général de la Course de la Paix juniors
  - Gand-Menin
  - 4e étape du Grand Prix Rüebliland
  - 5e du championnat du monde sur route juniors
- 2018
  -  Champion du Danemark du contre-la-montre par équipes
  - 4e étape du Tour de l'Avenir (contre-la-montre par équipes)
  - 3e du Grand Prix Horsens
- 2021
  - 2e du Grand Prix Herning
  - 3e de la Post Cup
- 2022
  - Hurtig Joakim Løbet
  - Skandis Grand Prix
  - Lillehammer GP
- 2023
  -  Champion du Danemark de gravel
  - Slagelse Løbet
  - Randers Bike Week :
    - Classement général
    - 3e et 4e étapes

  - 2e du Ringerike Grand Prix
  - 2e du championnat du Danemark sur route
- 2024
  - 2e du Mémorial Andrzej Trochanowski

### Classements mondiaux
| Année                                 | 2015 | 2016 | 2017  | 2018 | 2019  | 2020 | 2021  | 2022 | 2023 |
| ------------------------------------- | ---- | ---- | ----- | ---- | ----- | ---- | ----- | ---- | ---- |
| Classement mondial                    |      | nc   | 2157e | 838e | 2581e | nc   | 1111e | 970e | 476e |
| UCI Europe Tour                       | 990e | nc   | 1392e | 501e | 1634e | nc   | 825e  | 706e | nc   |
|                                       |      |      |       |      |       |      |       |      |      |
| Légende : nc = non classéSource : UCI |      |      |       |      |       |      |       |      |      |